# ديه كريستيان
ديه كريستيان (بالإنجليزية: Des Christian)‏ هو لاعب اتحاد الرغبي نيوزيلندي، ولد في 9 سبتمبر 1923 في أوكلاند في نيوزيلندا، وتوفي في 30 أغسطس 1977.